# Острожский, Иван Васильевич
Иван Васильевич Острожский (ум. после 1465) — князь острожский (ок. 1450 — после 1465), старший сын князя Василия Фёдоровича Острожского по прозвищу Красный. Продолжатель рода Острожских.

## Биография
Разделил наследство своего отца с братом Юрием, который княжил в городе Заслав, а сам продолжил владеть Острогом. Женат на княжне Марии Ивановне Бельской — дочери новгородского наместника, князя Ивана Владимировича Бельского — сына Великого Князя Киевского Владимира Ольгердовича и его жены княгини Василисы Гольшанской — дочери князя Андрея Ивановича Гольшанского.
Имел трёх детей:
- Михаил (1450—1501) — луцкий староста[7].

- Константин (1460 — 11 сентября 1510) — военный и государственный деятель Великого княжества Литовского, староста брацлавский, винницкий и звенигородский (1497—1500, 1507—1516, 1518—1530), староста луцкий и маршалок Волынской земли (1507—1522), каштелян виленский (1511—1522), воевода трокский (1522—1530), гетман великий литовский (1497—1500, 1507—1530).

- Мария — жена владимирского старосты[укр.] Андрея Сангушко[8].